# Rowlf
Rowlf is een handpop uit de Amerikaanse poppenserie The Muppet Show. Hij is een bruine hond van onbekend ras met een ronde zwarte neus en lange hangoren.
Rowlf is rustig en muzikaal. Hij is een fan van musicals en klassieke muziek, in het bijzonder die van Beethoven. Hij is de pianist in het Muppet-theater en speelt zo nu en dan in de band Dr. Teeth and the Electric Mayhem. In The Muppet Show speelt Rowlf verder de rol van de bijdehante Dr. Bob in de ziekenhuisdramaparodie Veterinarians' Hospital samen met zusters Janice en Piggy.

## Geschiedenis
Rowlf werd in 1962 gebouwd voor een reclame voor hondenvoer. Hij werd ontworpen door Muppet-bedenker Jim Henson en gemaakt door Don Sahlin, voor wie het zijn eerste creatie was. Rowlf trad als sidekick op in het televisieprogramma The Jimmy Dean Show en werd daarmee de eerste Muppet die regelmatig op de nationale televisie te zien was. In 1976 kwam Rowlf als pianist bij The Muppet Show.
Jim Henson zelf speelde de hond tot zijn dood in 1990. Vanaf 1996 speelt Bill Barretta Rowlf.

## Album
De cd Rowlf the Dog: Ol' Brown Ears is Back werd in 1993 uitgebracht door BMG. Op deze cd stonden verschillende liedjes van The Muppet Show.

## De Nederlandse stem
De Nederlandse stem van Rowlf is Florus van Rooijen in The Muppets, Muppets Most Wanted, Muppets Now en Muppets Haunted Mansion.